# Oskar Merikanto

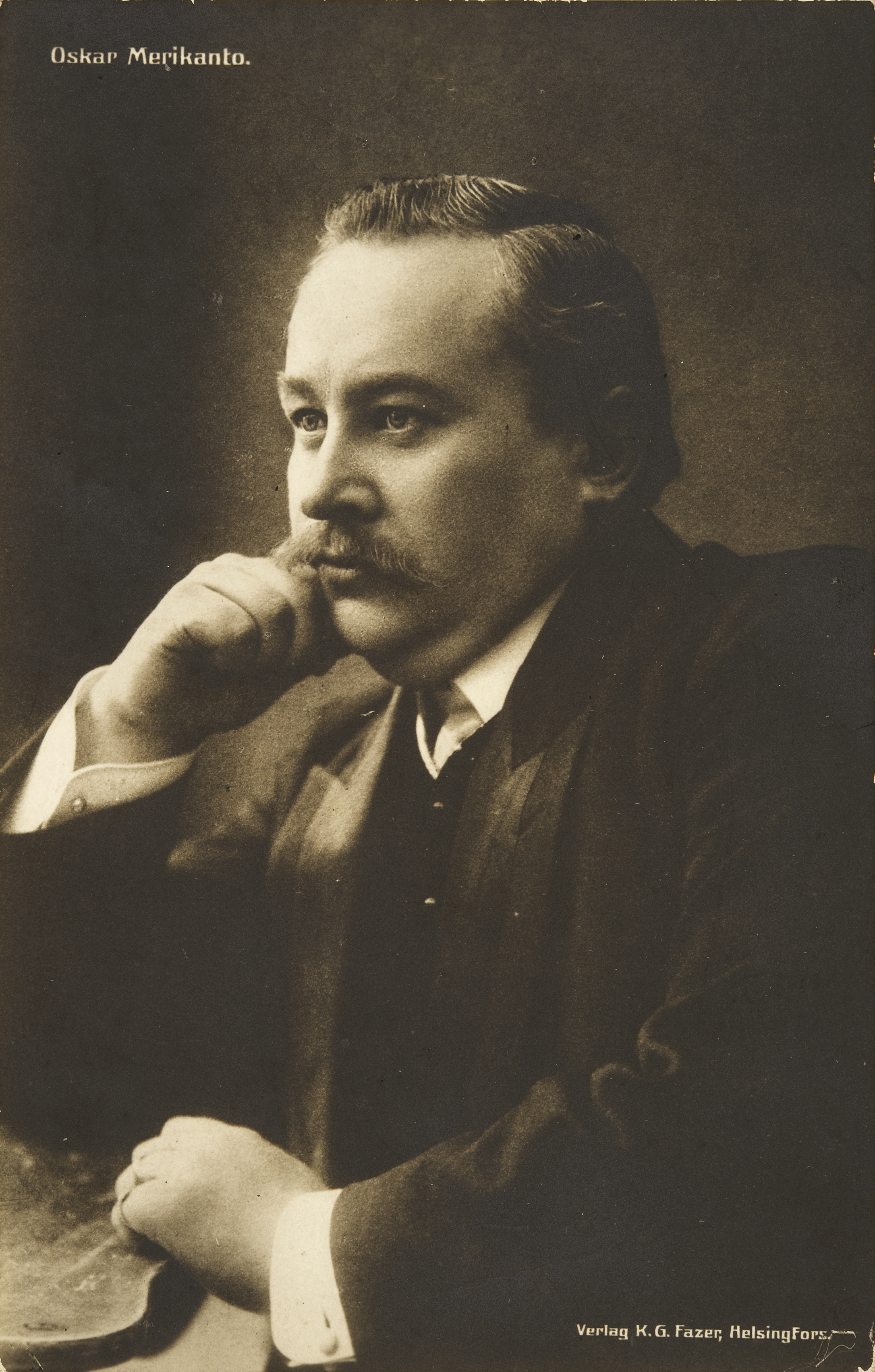
Oskar Merikanto

Frans Oskar Merikanto [ˈɔskɑr ˈmɛrikɑntɔ]  (* 5. August 1868 in Helsinki; † 17. Februar 1924 in Hausjärvi-Oitti) war ein finnischer Komponist und Musiker. 

## Leben
Sein Vater Frans Ferdinand Kanto aus Jalasjärvi ließ den Namen der Familie 1882 von Mattson in Merikanto ändern.
Merikanto studierte nach musikalischer Frühförderung und einem ersten Orgel- und Klavier-Konzert 1887 in Helsinki anfangs bei Robert Papperitz (Orgel und Musiktheorie), Theodor Coccius, Willy Rehberg (Klavier), Gustav Schreck (Komposition) und Carl Reinecke in Leipzig und danach in Berlin unter Leitung Albert Beckers, der zuvor Lehrer Jean Sibelius’ gewesen war. 
1891 kehrte er nach Finnland zurück, wurde dort 1892 Organist und 1911 Opernkapellmeister in Helsinki. Bis zu seinem Tode war er Organist der Neuen Kirche (später Johanneskirche) in Helsinki. Er war einer der Gründer der „Einheimischen Oper“ (der nachmaligen Finnischen Oper, heutigen Nationaloper) und dort bis 1922 Dirigent. Studienreisen zur Kirchenmusik in europäische Länder folgten, darunter 1907 eine durch ganz Europa. 
Oskar Merikanto war Musikpädagoge, so als Orgellehrer bis zum Ersten Weltkrieg an der Kirchenmusikschule und bis 1920 am Musikinstitut Helsinki. Er schickte viele seiner Schüler zur weiterführenden Ausbildung nach Deutschland. 
Seine eigene künstlerische Tätigkeit an der Orgel und als Pianist übte er landesweit aus und trat – damals bemerkenswert – selbst in den Vereinigten Staaten auf. Merikantos Klavierspiel ist auf wenigen frühen Schallplatten überliefert. 
Er war darüber hinaus der führende, landesweit bekannte Orgelsachverständige Finnlands. Merikanto komponierte drei Opern, Violin-, Klavier- und Orgelstücke, Chorwerke und Lieder. 
Oskar Merikantos Orgelwerk hat kleinen aber kompositorisch bedeutenden Umfang, darunter eine größere Passacaglia. Sein Singspiel Pohjan neiti von 1898 („Fräulein des Nordens“, uraufgeführt 1908) gilt als erste finnischsprachige Oper. Weitere Opern waren Elinan Surma von 1910 und Regina von Emmeritz von 1920. Viele seiner Singspiele sind in Finnland bis heute populär, mit Tukkijoella („Floßfahrt“) zu Toivo Pekkanens Schauspiel als bekanntestem. 
Seine bekannten, melodischen und volkstümlichen Lieder umfassen Kun päivä paistaa („Wenn der Tag leuchtet“), Ma elän („Ich lebe“), Miksi laulan („Warum ich singe“) und Oi, muistatko vielä sen virren („Ach, erinnerst Du das Kirchenlied“). Auch zu schwedischen und deutschen Texten komponierte er, wie z. B. An den Frühling (Schiller), Der unbegriffene Gott und Ist es nicht sonderbar. Beliebt wurden auch Där björkarna susa (Wo die Birken schwingen) und Kesäillan valssi (Sommernachtswalzer). 
Sein Sohn Aarre Merikanto wurde ebenfalls als Komponist erfolgreich.

## Werke (Auswahl)
- Pohjan neiti (Fräulein des Nordens, nach Motiven der Kalevala), Singspiel, Libretto: Antti Rytkönen (* 17. Juli 1870; † 19. Dezember 1930) nach einer Idee von Lorenz Nikolai Achté, 1899[4]
- Tukkijoella (Holzfäller am Fluss), Schauspielmusik, 1890
- Elinan surma (Elinas Verscheiden), Oper, 1909–1910
- Nälkämaan laulu (Lied der Hungrigen) (1911)
- Regina von Emmeritz, Oper, 1916–1919
- Passacaglia fis-Moll op. 80 für Orgel
- Romanze, Op. 12
- Orgelstücke, darunter die Hochzeitshymne
- Lieder: 
  - Rote Blumen
  - An den Frühling / Keväälle
  - Ström’ leise / Oi, tyynny, sa virta
  - Wehmut / Alakuloisuus
  - Till Dig
  - Omenakukat (Apfelblüten)
  - Ma Elän
  - Rukous (Ave Maria)
  - Pai, pai, paitaressu